# سانتو ستيفانو دي كاماسترا
سانتو ستيفانو دي كاماسترا (بالإيطالية: Santo Stefano di Camastra)‏ هي بلدية في مقاطعة ميسينا في صقلية الإيطالية.

## السكان
في سنة 1861 بلغ عدد السكان 4٬321 نسمة، وتطور العدد ليصل في سنة 2011 لـ 4٬674 نسمة.
يظهر هذا المخطط البياني تطور النمو السكاني لـ سانتو ستيفانو دي كاماسترا

## أعلام
- فينتشنزو لومباردو